# Бібліографія
Бібліогра́фія (грец. βιβλιον — книжка і γραφω — пишу) — галузь знання про книгу, газету або інший бібліотечний документ, завданнями якої є:
1. виявлення, облік, опис, систематизація і якісний аналіз творів друку;
2. складання різних бібліографічних посібників, які полегшують і сприяють кращому використанню друкованої продукції з науковою, практичною і виховною метою;
3. розробка принципів і методів бібліографування друкованих творів і організації бібліографічної роботи.

## Історія
Бібліографія зародилася ще в стародавньому світі. Так, відомі бібліографічні таблиці зі 120 сувоїв у 3 ст. до н. е. склав грек Каллімах на основі каталогів Александрійської бібліотеки. Але бібліографами тоді, власне, називали переписувачів книг. Значно пізніше термін бібліографія почали вживати для опису книг. Першим твором з бібліографії друкованих праць вважається книга швейцарського вченого К. Ґеснера «Бібліотека загальна» (Bibliotheca universalis, т. 1—4. Цюрих, 1545—55).
Початок вітчизняній бібліографії ще в Київській Русі був покладений в «Ізборнику Святослава» (1073). Пізніше складаються описи книг монастирських бібліотек і т. ін.
Першим українським бібліографом був бібліотекар Кременецького ліцею, а пізніше Київського університету П.Ярковський (1781—1845), який 1809 р. створив курс бібліографії, а з 1814 р. — бібліології. Як зазначає І.Коренейчик, «Ярковський починав читання курсу бібліографії в той час, коли зароджувалася бібліографічна освіта в західноєвропейській педагогічній практиці. Його випередили лише французи Лер і Кост. Про досвід Лера Ярковський навряд чи що знав, бо програма курсу Лера була опублікована лише 1899 р. Що ж до Коста, то кременецький викладач міг в нього дещо черпнути, скориставшись коротким викладом його курсу, надрукованому у „Тлумачному словнику з бібліології“ Г.Пеньо». Відомо кілька програм курсу П.Ярковського різних років. Найцікавішими з них є курси 1814 та 1820 року. Перший з названих сплановано так:
- Погляд на стан освіти взагалі та історію книги зокрема в плані етнографічному.
- Джерела збереження та розповсюдження наслідків учень:
  - мистецтво письма;
  - мистецтво друку.
- Власне бібліографія:
  - знайомство із складовими частинами книжності;
  - опис тих частин.

План 1820 року уточнює підпункт бібліографії, трактуючи її як допоміжний інструмент бібліотекознавства: «Бібліографія:
- відомості про склад книгосховища або книжкового магазину;
- упорядкування складових частин: 1) заведення порядку (розстановка книг і каталогізація); 2) підтримання порядку (за допомогою спеціально заведених книг, за допомогою працівника бібліотеки, за допомогою складання правил для читачів)».

Подальший розвиток бібліографії набуває виразних національних ознак: як зазначає Я.Ісаєвич, «на перший план виступають його національні завдання та обов'язки, пов'язані з національно-визвольним рухом у всіх країнах Східної Європи». Національна ретроспективна та поточна бібліографія, становлення національного видавничого репертуару та зразкової національної книги стають головними питаннями. Найважливішими серед розробок національної бібліографії є описи українських стародруків Михайла Максимовича та Дениса Зубрицького, бібліографії творів української літератури Миколи Костомарова, Дмитра Дорошенка, М. Комарова, покажчик праць галицьких авторів І.Левицького. Як зазначає Я.Ісаєвич «Роботи українських бібліографів служили не тільки практичним цілям, а й стали внеском у справу національного самоусвідомлення: бібліографія допомагала збирати українську спадщину, розмежовувати її від „надбань“ тих держав і народів, які цю спадщину експропріювали, користуючись „правом“ сильнішого».
У розвитку бібліографічної справи в Україні значну роль відіграв І. Я. Франко. Він був упорядником ряду праць з Б., сприяв роботі інших бібліографів, рецензував їх покажчики.

### Бібліографія періоду Визвольних змагань і Розстріляного Відродження
У січні 1919 року головою Ради Народних Міністрів УНР В.Винниченком за поданням Міністра Народної Освіти проф. І.Огієнка ухвалено Закон про утворення Головної Книжкової Палати в м. Києві. Установа створювалася за зразком Міжнародного бібліографічного інституту в Брюсселі і її завдання вбачали у створенні повної бібліографічної реєстрації всієї поточної друкованої продукції в Україні. Головою ГКП було призначено бібліографа Юрія Меженка (1892—1969), який долучився до розробки її головних засад та структури. За його проєктом, у ГКП ставала центром книжкового життя держави, яка повністю керувала комплектуванням, розподілом, охороною книжкових багатств. Для цього у Книжковій палаті утворювалися такі відділи:
- «Регістратури» та «Книжкової літописі» — для реєстрації поточного друку, а також охорони авторського права, щоправда лише на драматичні твори;

- бібліографічний інститут — готувати бібліографічні щорічники з різних галузей науки та суспільного життя та створити репертуар української книги;

- книжковий фонд — збирати книжковий запас, який служитиме для утворення нових державних бібліотек.

Згодом, після реорганізації Архівно-бібліотечного відділу Міністерства народної освіти у ГКП було створено четвертий підрозділ -
- бібліотечний, на який покладалося розробка методичних рекомендацій щодо створення мережі бібліотек, складання зразкового каталогу, організація нарад бібліотекарів та бібліотечних курсів, а також ведення статистики.

Варто наголосити, що Ю.Меженко був палким шанувальником діяльності Міжнародного бібліографічного інституту, активно впроваджував в Україні розроблену в Брюсселі УДК та наполегливо працював над створенням національної бібліографії. Він розглядав ГКП як частину Міжнародного бібліографічного інституту, а облік української друкованої продукції — часткою міжнародного. Відповідно, він запровадив в українську практику вироблену МБІ схему бібліографічного опису та систему класифікації (УДК), які лише набували поширення у Західній Європі. Вже першого року перебування на посаді він підготував скорочений переклад українською таблиць МБІ, адаптований для української практики, який було запроваджено до користування у вітчизняних установах.
На жаль, умови, у яких мусила функціонувати ГКП не були сприятливими: постійні зміни влади і воєнні дії, що раз по раз переривали як видавничу діяльність, так і роботу самої ГКП, ускладнювали, а часом унеможливлювали отримання обов'язкового примірника для реєстрації поточного друку та бібліографічної роботи; книжковий фонд був змушений спрямувати усю свою діяльність на порятунок бібліотек, масово знищуваних воюючими сторонами. Та все ж саме ГКП слід вважати першим осередком української книгознавчої школи і установою, що надала питанням науки про книгу державної ваги. Н.Стрішенець визначає значення ГКП так: «Україна вперше одержала власну державну бібліографію, предметом вивчення якої стала саме українська книга, незалежно від місця її видання та вся друкарська продукція на території України… Тоді ж започатковано було створення зведеного каталогу найбільших бібліотек України… Книжкова палата вперше поставила завдання державної ваги — складання Українського бібліографічного репертуару»
Починаючи з 1920-го року низкою постанов було змінено статус, а зрештою і зліквідовано ГКП. Функції її спершу передавалися Бібліографічному відділові Всеукраїнського державного видавництва ЦВК, а 1922 року постановою Ради Народних Комісарів УРСР організовано Українську книжкову палату у Харкові, на чолі якої став Михайло Годкевич. Принагідно зазначимо, що подібні маніпуляції були проведені і в Росії, де замість «дожовтневої» Петроградської КП було утворено Московську, мета таких заходів зрозуміла: встановлення контролю над галуззю.
У 1923 році у Києві заходами Ю.Меженка створюється Український науковий інститут книгознавства, діяльність якого становить одну з вершинних точок європейської книгознавчої думки у ХХ столітті. Оскільки Ю.Меженко переслідував мету створення, перш за все, бібліографічного інституту, від самого заснування УНІК розпочалися дискусії щодо поділу функцій та повноважень між ним, Книжковою палатою та ВБУ. Ю. Меженко намагався ствердити за інститутом розробку наукових бібліографічних завдань, головним з яких було для нього створення бібліографічної україніки, а також наукових бібліографій з різних галузей знання; лишаючи КП поточну реєстрацію. Відповідно до цього УНІК спершу було структуровано за видами друку: книжковий відділ, преси. Україніки, прокламаційно-афішний. Однак загострення дискусії навколо роботи УНІКу викликало реорганізацію установи: в межах інституту виокремлювалися чотири комісії: бібліографічна (очолювана С.Єфремовим), історії книги (голова С.Маслов), мистецтва книги (на чолі М.Макаренко) та кабінет вивчення книги і читача (очолювана Д.Баликою, пізніше В.Іванушкіним). Найчисленнішим підрозділом була бібліографічна комісія, у якій працювали понад 20 науковців, серед них Ярослав Стешенко, Варфоломій Ігнатієнко, Віра Шпілевич тощо.
Створені бібліографіми УНІК праці не втратили свого значення до сьогодні. «Бібліографія української преси 1816—1916» В.Ігнатієнка досі найповніше джерело української дореволюційної періодики, крім того укладене з високою бібліографічною культурою. 616 назв газет та журналів розміщено за хронологічним принципом (у першій частині опис україномовних видань, у другій — іншомовних), опис доповнюють відомості про місце видання, періодичність, редакторів, друкарню, формат, ціну, адресу редакції. Під кожним роком фіксується усе, що виходило того року, з посиланням на рік виходу. Бібліографія оснащена ключами-покажчиками та проілюстрована таблицями статистичних даних. Покажчики української літератури В.Шпілевич заклали основи науково-допоміжної бібліографії. Робота Я.Стешенка «Бібліографія української книги на території колишньої Росії (1798—1916)» пізніше стала основою для підготовки робочої картотеки Репертуару української книги, над якою у повоєнні роки працювали Ю.Меженко та Я.Дашкевич. Остаточний варіант роботи Я.Стешенка вважається втраченим, зберігся лише проміжний, все ж і він дає уявлення про масштаб виконаної роботи: покажчик охоплює 3964 назви, розташовані за основним (абетковим) та допоміжними списками. Серед інших робіт Я.Стешенка цікаво згадати бібліографію української бібліології за 1821—1921 р., матеріали до бібліографії українського друкарства, бібліографічний словник діячів української бібліології, які, на жаль, не побачили світ через арешт та загибель автора.
Створення бібліографічних покажчиків супроводжується розробкою теорії бібліографії, провідна роль у цьому напрямку роботи належить Ю.Меженку. За його редакцією в Інституті було підготовано до друку перший в Україні підручник з бібліографії: український переклад підручника Ладислава Живного, здійснений Левом Биковським. Серед тем, розроблених самим Ю.Меженком, важливе місце посідають питання методологічного забезпечення реєстрації творів друку. Директор УНІКу розрізняє реєстраційну бібліографію, яка характеризується об'єктивністю опису і до якої він відносить національну; та рекомендаційну, зорієнтовану на визначення потреб конкретної соціальної групи читачів. Він наполягає на одноманітності бібліографічного опису та рекомендує подавати книги та статті на одну тему поруч. Крім того він активно дискутує питання оптимальної системи класифікації, якою бачить УДК. Іншою важливою темою інтересів Ю.Меженка є Український бібліографічний репертуар (УБР), який він бачив як суму всіх бібліографій з питань українознавства. Для створення його Ю. Меженко вбачав необхідною участь фахівців різних галузей та бібліографів, керованих єдиним центром — УНІКом. Розуміння УБР як суми спеціальних бібліографій не раз було дискутованим, зокрема працівниками ВБУ С.Постернаком та М.Сагардою. У післявоєнний період Ю.Меженко обирає за головний критерій укладання УБР — мовний принцип, однак зазначає, що бібліографія літератури українською мовою — лише частина роботи.
Важливо також згадати про внесок Ю.Меженка у розвиток галузевих бібліографій, зокрема з літературознавства. Директор УНІКу був одним з найвідоміших тогочасних літературознавців. Тому закономірною виглядає його спроба синтезувати обидва свої захоплення, що засвідчує методологічна стаття «До питання про виявлення динаміки літературного процесу бібліографічним методом». Крім того він розширює тематику покажчиків: у співавторстві з М.Яшеком створює «Чужомовне письменство в українських перекладах», роботу, покликану просувати європейську літературу до вітчизняного читача. Окреме місце у бібліографічному доробку Ю.Меженка посідає бібліографія Шевченкіани.
Робота бібліографічної комісії постійно супроводжувалася закидами щодо дублювання нею завдань харківської КП чи кабінету бібліографії та бібліотекознавства ВБУ, проте навіть побіжний огляд результатів її діяльності дає підстави говорити про її непроминальне значення для розвитку як української бібліографії, так і книгознавства в цілому.
Згодом УНІК було ліквідовано, а частину його працівників репресовано.

### Бібліографія 40-80-х років

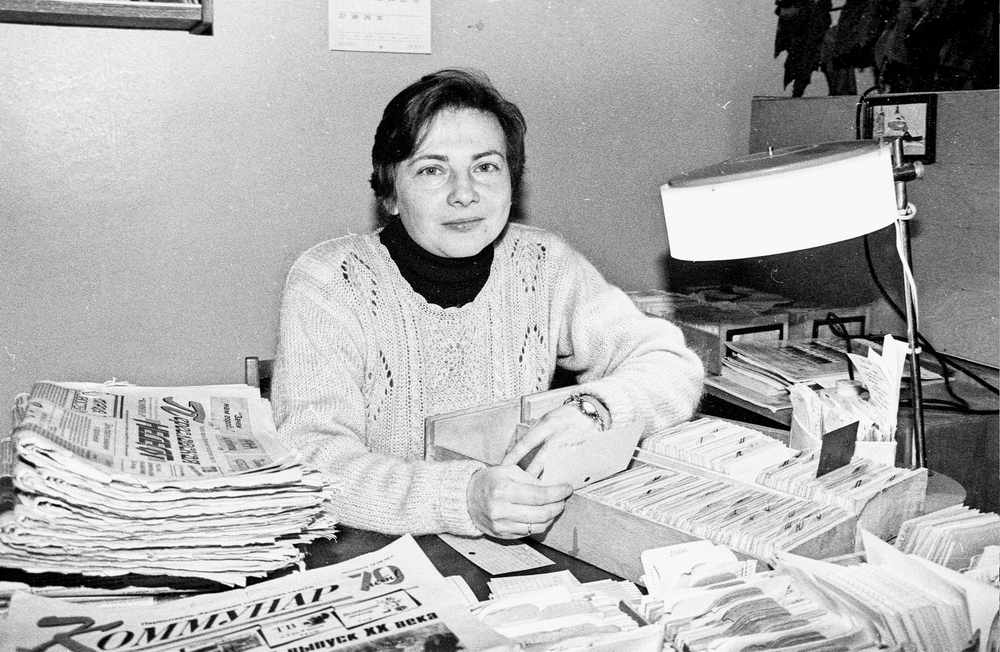
Робоче місце бібліографа

Після ліквідації УНІКу Радянська влада встановлює контроль над галуззю. Бібліографія втрачає свій головний принцип — об'єктивність. У постанові ЦК ВКП(б) «Про літературну критику і бібліографію» (1940) Б. визначається як серйозне знаряддя пропаганди і комуністичного виховання.
Окрім Книжкової палати у Харкові бібліографічну роботу в УРСР також вели великі бібліотеки та Харківський бібліотечний інститут. Питання Бібліографії в Радянській Україні розробляли В. О. Ігнатієнко, О. Ю. Андрієвський, С. І. Маслов, П. М. Попов, Ф. П. Максименко, І. С. Свенцицький, Ю. О. Меженко, М. Ф. Яшек, М. І. Ясинський, І. 3. Бойко, М. П. Гуменюк, Я. М. Керекез та інші.

## Підгалузі
Бібліогра́фія літерату́рна — наукова галузь, що займається виявленням, обліком і систематизацією друкованих творів художньої літератури й літературознавства.
Перелік творів та їх видань, покажчики монографій і статей про творчість окремих письменників чи з певних питань літературознавства, про літературу того чи іншого народу укладаються в певному порядку, який допомагає науковцеві чи рядовому читачеві швидко знайти потрібну книгу.
Бібліографія літературознавча є допоміжною літературознавчою дисципліною і складовою частиною літературознавчого джерелознавства .